# 西藏猫乳
西藏猫乳（学名：Rhamnella gilgitica），为鼠李科猫乳属下的一个种。

## 扩展阅读
維基物種上的相關：西藏猫乳